# 田辺西インターチェンジ
田辺西インターチェンジ（たなべにしインターチェンジ）は、京都府京田辺市にある京奈和自動車道（京奈道路）上のインターチェンジである。
上り線（城陽方面行き）には本線料金所がある。

## 歴史
- 1988年（昭和63年）10月5日：城陽IC - 田辺西IC間開通に伴い、供用開始[1]。
- 1991年（平成3年）12月21日：田辺西IC - 精華下狛IC間開通[1]。

## 周辺
- 一休寺
- 同志社大学京田辺キャンパス
- 京田辺市役所
- 甘南備山
- 京阪バス京田辺営業所
- 枚方東部公園
- この周辺に「ボケ谷」という地名がある（本線料金所はボケ谷にある）。

## 接続する道路
- 直接接続
  - 国道307号

## 料金所
2013年4月30日現在の基本的なレーン運用は次のとおり
。設備点検時や交通状況等によっては変更される場合がある。

### 本線料金所
木津方面から
- レーン数：4
  - ETC専用：2
  - 一般：2

一般道から
- レーン数：2
  - ETC専用：1
  - 一般（精算機）：1

### 出入口
入口（木津方面へ）
- レーン数：2
  - ETC専用：1
  - ETC/一般：1

出口（城陽方面から）
- レーン数：2
  - ETC専用：1
  - 一般（精算機）：1

出口（木津方面から）
- レーン数：2
  - ETC専用：1
  - 一般：1

## 隣
E24 京奈和自動車道（京奈道路）
(2) 田辺北IC - (3) 田辺西IC/TB - (4) 精華下狛IC/TB